# Meunasah Teungoh (Kembang Tanjong)
Meunasah Teungoh is een bestuurslaag in het regentschap Pidie van de provincie Atjeh, Indonesië. Meunasah Teungoh telt 415 inwoners (volkstelling 2010).